# Svjetsko prvenstvo u podvodnom ribolovu – Mali Lošinj 2010.
Svjetsko prvenstvo u podvodnom ribolovu na Malom Lošinju 2010. bilo je 27. izdanje tog natjecanja.
17. lipnja 2010. za domaćina ga je izabrao CMAS, krovna svjetska organizacija športskog podvodnog ribolova. Prvenstvo se održalo od 14. do 19. rujna 2010. godine. Na prvenstvu su sudjelovale 23 reprezentacije, brojne delegacije ribolovnih saveza, te obitelji, prijatelje i navijači 96 natjecatelja. Mali Lošinj izabran je zbog svoje dugogodišnje tradicije športskog podvodnog ribolova. 1950. godine pojavila se prva podvodna puška na Malom Lošinju, a veće 1956. održano je prvenstvo sjevernog Jadrana u podvodnom ribolovu u lošinjskom pomorju. Sljedeće je godine Mali Lošinj bio domaćinom 1. izdanja svjetskog prvenstva u podvodnom ribolovu. Već od pionirskih vremena Mali Lošinj ima brend svjetskog središta podvodnog ribolova. U središtu Lošinja je i spomenik podvodnom ribolovcu.
Jedan od najvećih favorita bila je hrvatska reprezentacija predvođena rođenim Lošinjaninom i bivšim europskim prvakom Danielom Gospićem te Dariom Marinovim. Izbornik je bio Livio Fiorentin.